# Cantherhines
Genre
Cantherhines est un genre de poissons tetraodontiformes, appelés suivant les espèces « monacanthes », « poissons-limes » ou « poissons-bourses ».

## Liste d'espèces
Selon FishBase (19 mars 2014) :
- Cantherhines cerinus Randall, 2011
- Cantherhines dumerilii (Hollard, 1854) -- Monacanthe rayé, arbalétrier gris
- Cantherhines fronticinctus (Günther, 1867) -- Poisson-lime à lunettes
- Cantherhines longicaudus Hutchins & Randall, 1982
- Cantherhines macrocerus (Hollard, 1853) -- Bourse cabri, bourse cabrit
- Cantherhines multilineatus (Tanaka, 1918)
- Cantherhines nukuhiva Randall, 2011
- Cantherhines pardalis (Rüppell, 1837) -- Poisson-lime panthère
- Cantherhines pullus (Ranzani, 1842) -- Bourse à points orange
- Cantherhines rapanui (de Buen, 1963)
- Cantherhines sandwichiensis (Quoy & Gaimard, 1824)
- Cantherhines tiki Randall, 1964
- Cantherhines verecundus Jordan, 1925

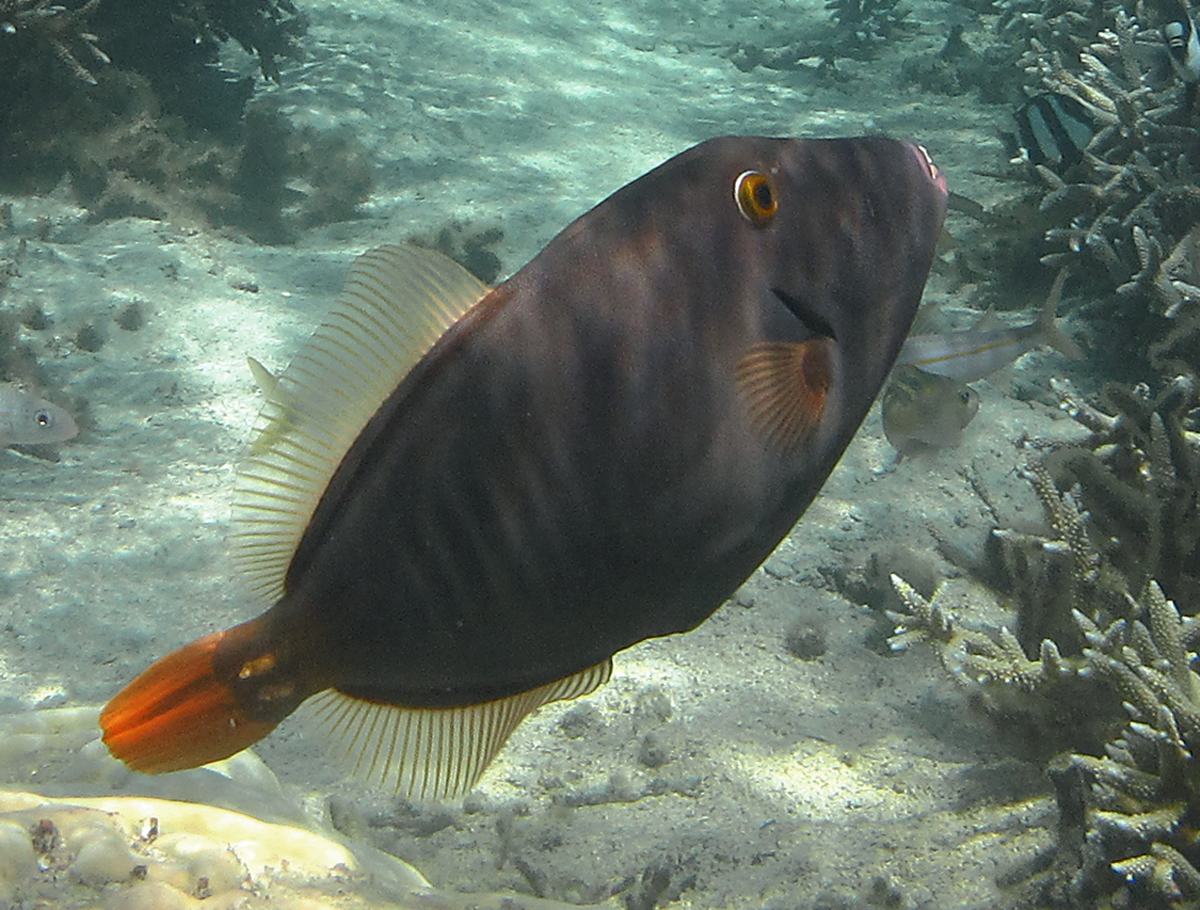
Cantherhines dumerilii
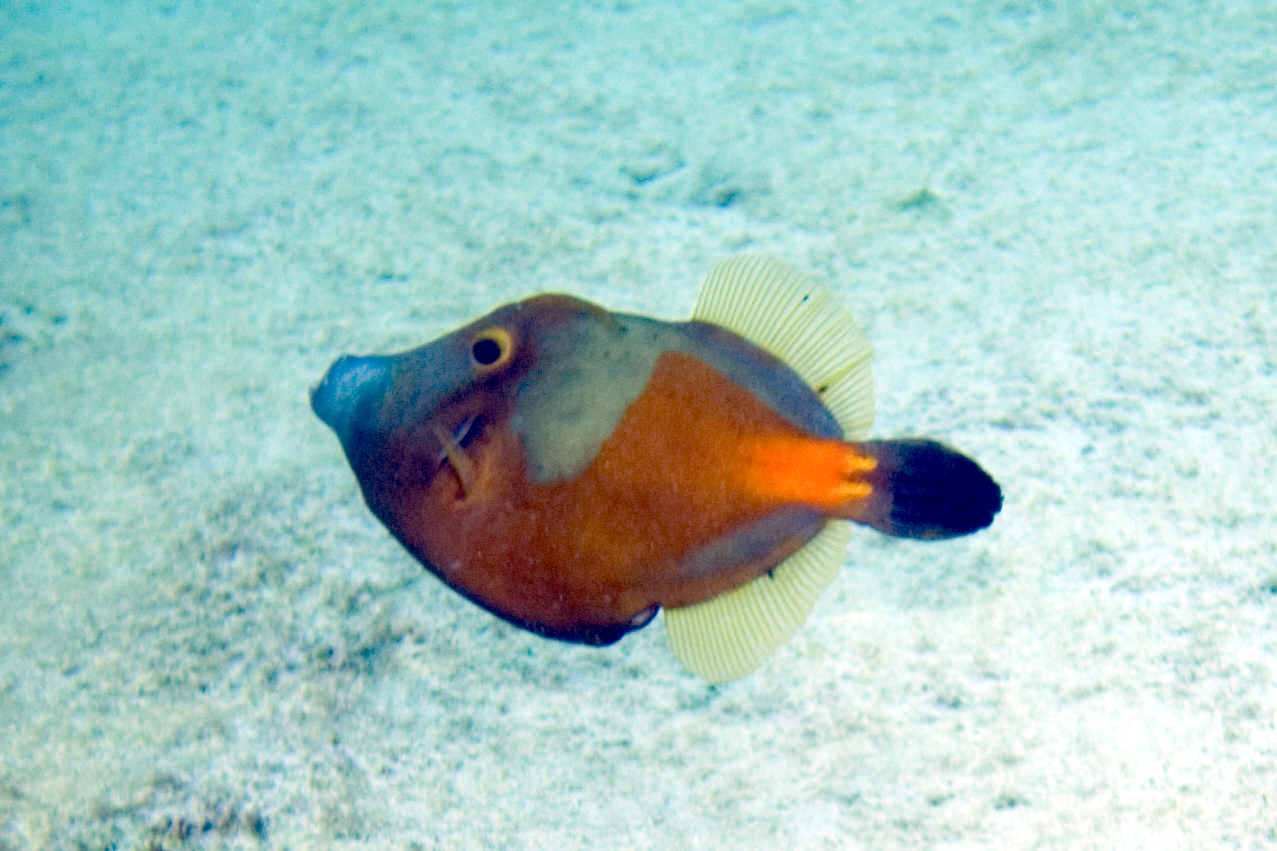
Cantherhines macrocerus
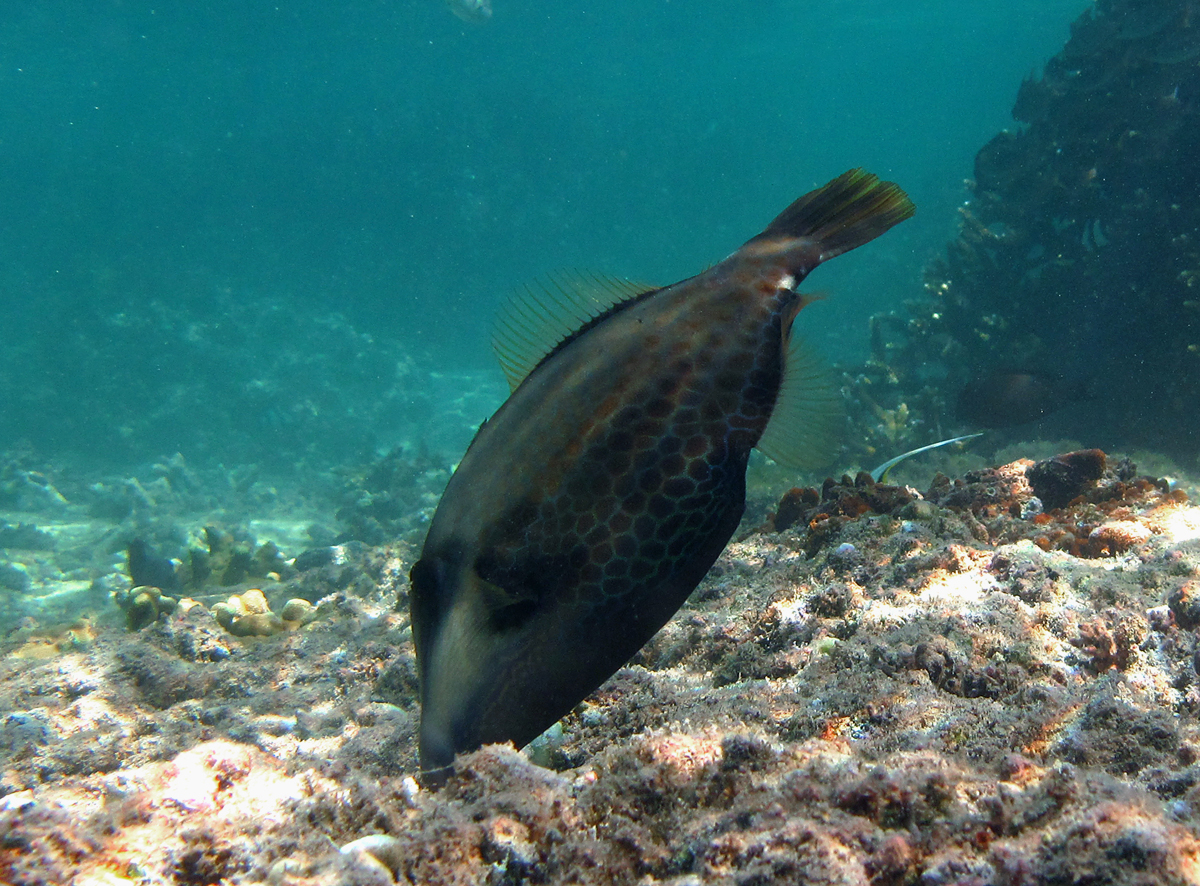
Cantherhines pardalis
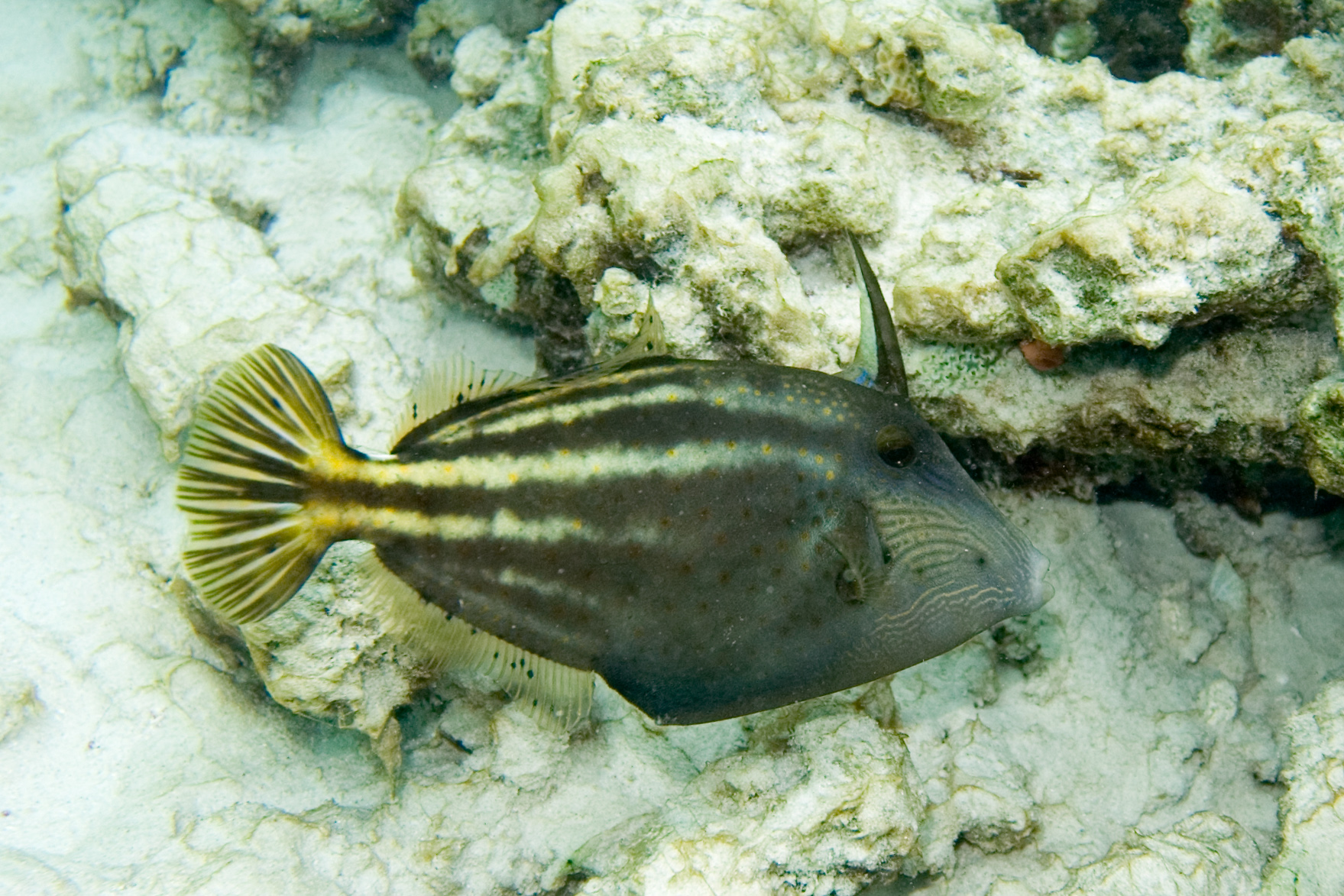
Cantherhines pullus